# Hole.io
Hole.io là một trò chơi giải đố vật lý arcade với cơ chế battle royale được tạo bởi studio Voodoo của Pháp cho Android và iOS. Nó được phát hành lần đầu vào ngày 24 tháng 6 năm 2018.
Người chơi điều khiển một lỗ đen di chuyển xung quanh một khu đô thị. Bằng cách tiêu thụ các vật thể khác nhau, các lỗ sẽ tăng kích thước, cho phép người chơi tiêu thụ các vật thể lớn hơn cũng như người chơi nhỏ hơn.
Trò chơi đã được các nhà phê bình tích cực đón nhận và chiếm vị trí hàng đầu trong phần ứng dụng miễn phí trên App Store và trên Google Play. Tuy nhiên, một số nhà phê bình đặc trưng như một bản sao của trò chơi độc lập 2018 Donut County.

## Trò chơi
Hole.io kết hợp một số cơ chế chơi trò chơi. Trong chế độ Cổ điển (Classic), mục tiêu của người chơi là trở thành hố đen lớn nhất vào cuối vòng hai phút bằng cách đi vòng quanh khu vực và tiêu thụ cây cối, con người, xe hơi và các vật thể khác rơi vào lỗ đen nếu có kích thước phù hợp. Dần dần lỗ hổng trở nên lớn hơn và có khả năng hút vào các tòa nhà và các lỗ đen nhỏ hơn. Nếu và vật thể quá lớn, nó sẽ không rơi vào và có thể chặn đường ngăn các vật thể khác đi qua. Người chơi cần tận dụng vật lý thời gian thực của trò chơi để tạo lợi thế và tối ưu hóa con đường của họ để phát triển hiệu quả. Các lỗ đen khác có thể tiêu tốn kết quả của người chơi dẫn đến "cái chết" và hồi sinh vài giây sau đó.
Chế độ "Battle" là chế độ battle royale khiến người chơi phải đối mặt với nhau với mục tiêu là người đứng cuối cùng. Trong khi người chơi vẫn có thể tiêu thụ môi trường, mục tiêu là loại bỏ tất cả các lỗ hổng khác.
Cả chế độ Cổ điển và "Battle" đều KHÔNG được chơi với người chơi, mà là máy tính. Ngoài ra, tồn tại chế độ solo cho phép người chơi chơi một mình với mục tiêu tiêu thụ gần 100% thành phố trong vòng hai phút.
Người chơi được thưởng điểm vào cuối mỗi vòng, tính theo cấp độ của họ. Mỗi cấp độ mở khóa giao diện mới để tùy chỉnh sự xuất hiện của lỗ. Các giao diện khác cũng có thể được mở khóa bằng cách thực hiện một số nhiệm vụ nhất định trong trò chơi.

## So sánh với Donut County
Donut County là một trò chơi video độc lập năm 2018 đã được phát triển ít nhất sáu năm trước khi phát hành vào ngày 28 tháng 8 năm 2018, làm dấy lên cáo buộc của nhà phát triển trò chơi mà Voodoo đã sao chép ý tưởng của mình. Cả hai trò chơi đều sử dụng cùng một cơ chế của một lỗ trên mặt đất để nuốt các vật thể lớn hơn, tuy nhiên, Donut County còn có một cốt truyện và một dàn nhân vật mà Hole.io thiếu. Ngược lại, Hole.io thêm các tính năng nhiều người chơi và cảnh quan thành phố. Theo Variety, toàn bộ loạt trò chơi của nhà phát triển Voodoo của Hole.io bao gồm các bản sao của các trò chơi khác và Voodoo đã quản lý để đảm bảo khoản đầu tư 200 triệu đô la từ Goldman Sachs ngay sau khi phát hành Hole.io.

## Tiếp nhận
Ngay sau khi phát hành, Hole.io đã đứng đầu phần trò chơi miễn phí trên Apps Store và Google Play, nhận được hơn 10 triệu lượt tải xuống trên Google Play.
Trong khi một số nhà phê bình chỉ trích nó vì sao chép cơ chế cốt lõi của Donut County, thì những người khác lại cho rằng trò chơi là "thỏa mãn kỳ lạ và gây nghiện".